# Comenroca
Comenroca és una casa d'Aguilar de Segarra (Bages) inclosa a l'Inventari del Patrimoni Arquitectònic de Catalunya.

## Descripció
Casa de planta rectangular, feta tota ella de pedra, amb coberta de dos aiguavessos.
Té d'altres edificis auxiliars al seu voltant, un dels quals li permet formar un pati al davant de la casa.
Recentment ha estat restaurada pel seu propietari, l'amo del mas de Can Tinet.